# Route nationale 80 (Estonie)
Pour les articles homonymes, voir Route nationale 80.
La route nationale 80 (Tugimaantee 80) est une route nationale estonienne reliant Heltermaa à Luidja. Elle mesure 50,2 km.

## Tracé
- Comté de Hiiu
  - Heltermaa
  - Aruküla
  - Hilleste
  - Valipe (en)
  - Pühalepa
  - Suuremõisa (en)
  - Kerema (en)
  - Tempa (en)
  - Värssu (en)
  - Hellamaa
  - Reikama (en)
  - Kuri (en)
  - Harju (en)
  - Partsi (en)
  - Palade (en)
  - Sakla (en)
  - Lõpe (en)
  - Paluküla (en)
  - Hausma
  - Linnumäe (en)
  - Kärdla
  - Tareste (en)
  - Risti (en)
  - Malvaste (en)
  - Kidaste (en)
  - Sigala
  - Reigi (en)
  - Rootsi (en)
  - Pihla (en)
  - Kõrgessaare
  - Jõeranna
  - Paope (en)
  - Luidja